# Éloyes

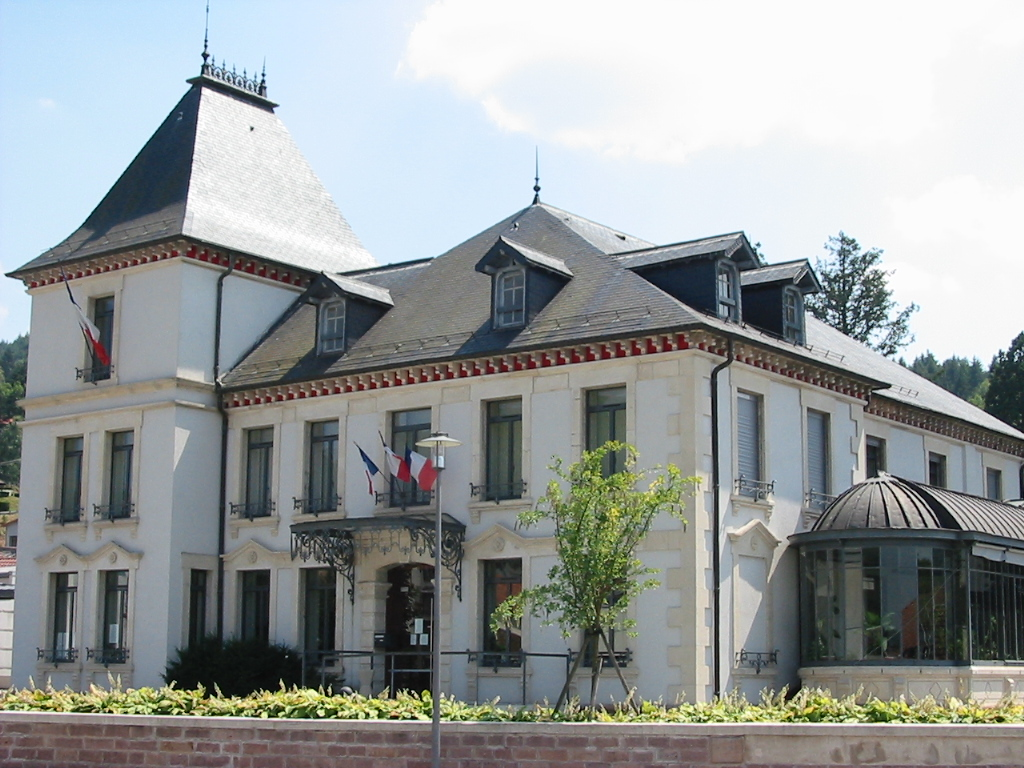
Rathaus (mairie) in Éloyes

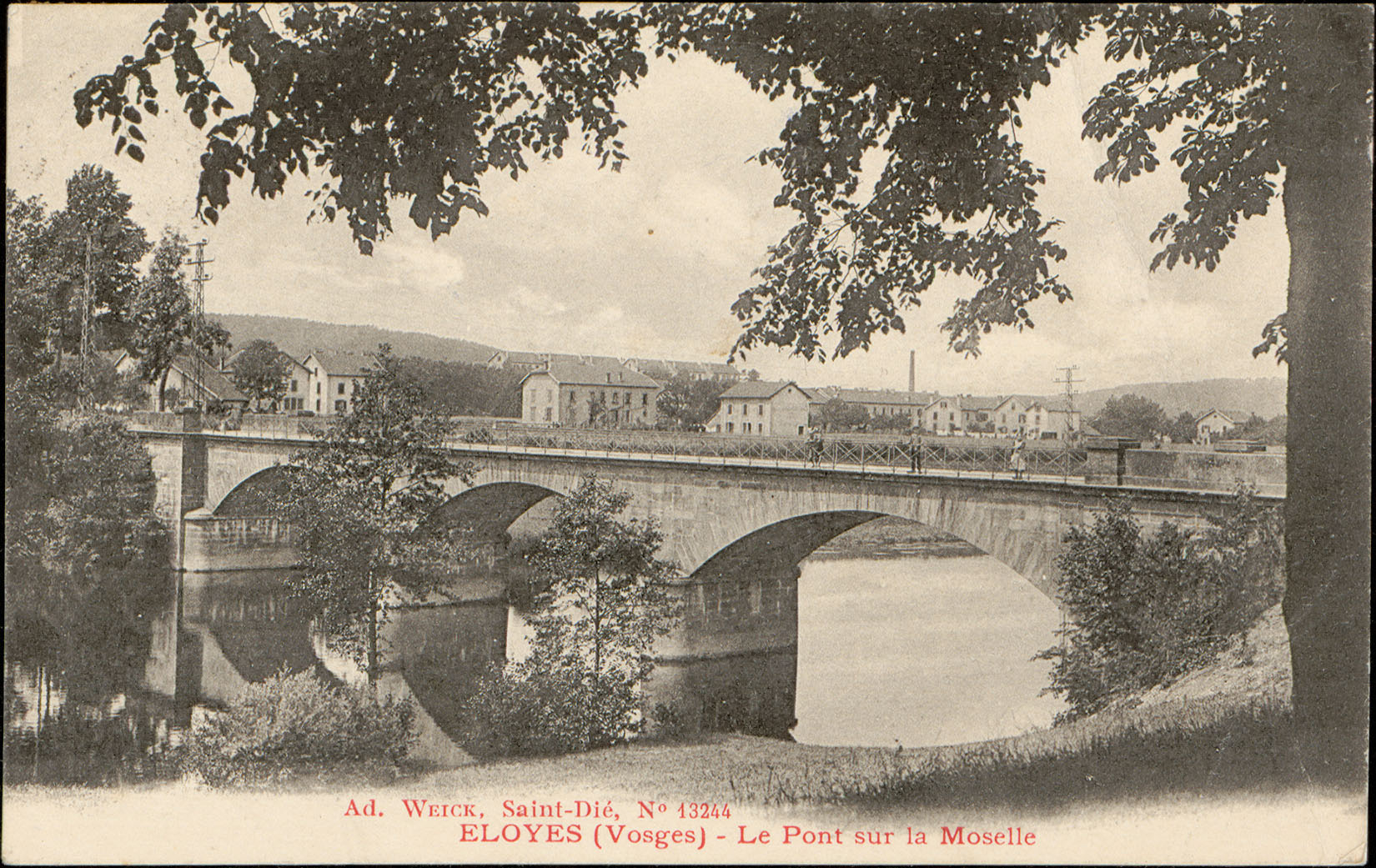
Moselbrücke auf einer alten Postkarte

Éloyes ist eine französische französische Gemeinde mit 3117 Einwohnern (Stand 1. Januar 2022) im Département Vosges in der Region Grand Est. Sie gehört zum Arrondissement Épinal und zum Gemeindeverband Porte des Vosges Méridionales.

## Geografie
Die Industriegemeinde Éloyes liegt beiderseits der oberen Mosel, zwischen den Städten Épinal und Remiremont im Südosten Lothringens.
Das Gemeindegebiet von Éloyes erstreckt sich vom Moseltal, das hier bis zu 1500 Meter breit ist, in Richtung Osten bis zu den westlichen Ausläufern der Vogesen. Mit 783 Metern über dem Meer ist der Tête de Cuveaux der höchstgelegene Punkt in der Gemeinde Éloyes. Der Berg verfügt über einen Aussichtsturm. Von der Gebirgsseite fließen Ruisseau de la Borne Martin und Ruisseau du Ramier in die Mosel, letzterer bildet einen Teil der Gemeindegrenze zu Saint-Étienne-lès-Remiremont. Westlich des Moseltales steigt das Gelände in einer markanten Stufe um 150 Höhenmeter an.
Die tieferen Lagen im Moseltal des Gemeindeareals sind von Wohn- und Gewerbegebieten geprägt. Südlich des Kernortes erlaubt das Bodenrelief die landwirtschaftliche Nutzung der Flächen. An den Hängen schließt sich Weideland an. Das dicht bewaldete, höherliegende Gebiet im Osten der Gemeinde gehört zum Forêt de Fossard, der Teil eines 150 Quadratkilometer großen zusammenhängenden Waldgebietes ist.
Éloyes selbst wird durch die Mosel in zwei Teile getrennt. Der alte Ortskern mit der Kirche liegt am rechten, östlichen Moselufer, der westliche Teil wird durch eine Flussschlinge der Mosel auf drei Seiten begrenzt. Dieser Teil des Ortes ist neueren Datums und besteht vorwiegend aus Wohn- und Gewerbegebieten.
Nachbargemeinden von Éloyes sind Jarménil im Norden, Xamontarupt im Nordosten, Tendon im Osten, Saint-Étienne-lès-Remiremont und Saint-Nabord im Süden sowie Pouxeux im Westen.

## Geschichte
Der Name Éloyes entstand aus dem Altfranzösischen ez loye, was so viel wie am Wasser liegend bedeutet.
Schalensteine und Dolmen im Bereich des Tête de Cuveaux lassen auf eine frühe Besiedlung des Gebietes der Westvogesen schließen.
In der Zeit des Ancien Régime gehörte Éloyes den Herzögen von Lothringen, von 1751 bis 1790 dem Chapitre de Remiremont. Ab 1790 war Éloyes Hauptort eines neu geschaffenen, gleichnamigen Wahlkreises (Kantons), der 1801 wieder aufgelöst wurde.
Anstelle einer älteren, 1624 erbauten Kirche, die zu verfallen drohte, wurde 1831 mit dem Bau der heutigen Kirche l’Assomption de Notre-Dame begonnen.

### Bevölkerungsentwicklung
| Jahr      | 1962 | 1968 | 1975 | 1982 | 1990 | 1999 | 2006 | 2013 | 2021 |
| Einwohner | 3017 | 3009 | 3277 | 3329 | 3152 | 3256 | 3283 | 3286 | 3099 |

Im Jahr 1982 wurde mit 3329 Bewohnern die bisher höchste Einwohnerzahl ermittelt. Die Zahlen basieren auf den Daten von cassini.ehess und INSEE.

## Sehenswürdigkeiten
- Eglise de l’Assomption de Notre-Dame (Kirche zur Himmelfahrt Unserer Lieben Frau) mit einem großen Gemälde der Himmelfahrt der Jungfrau Maria
- Archäologisches Museum
- Dolmen von Purifaing

Kirche Mariä Himmelfahrt in Éloyes
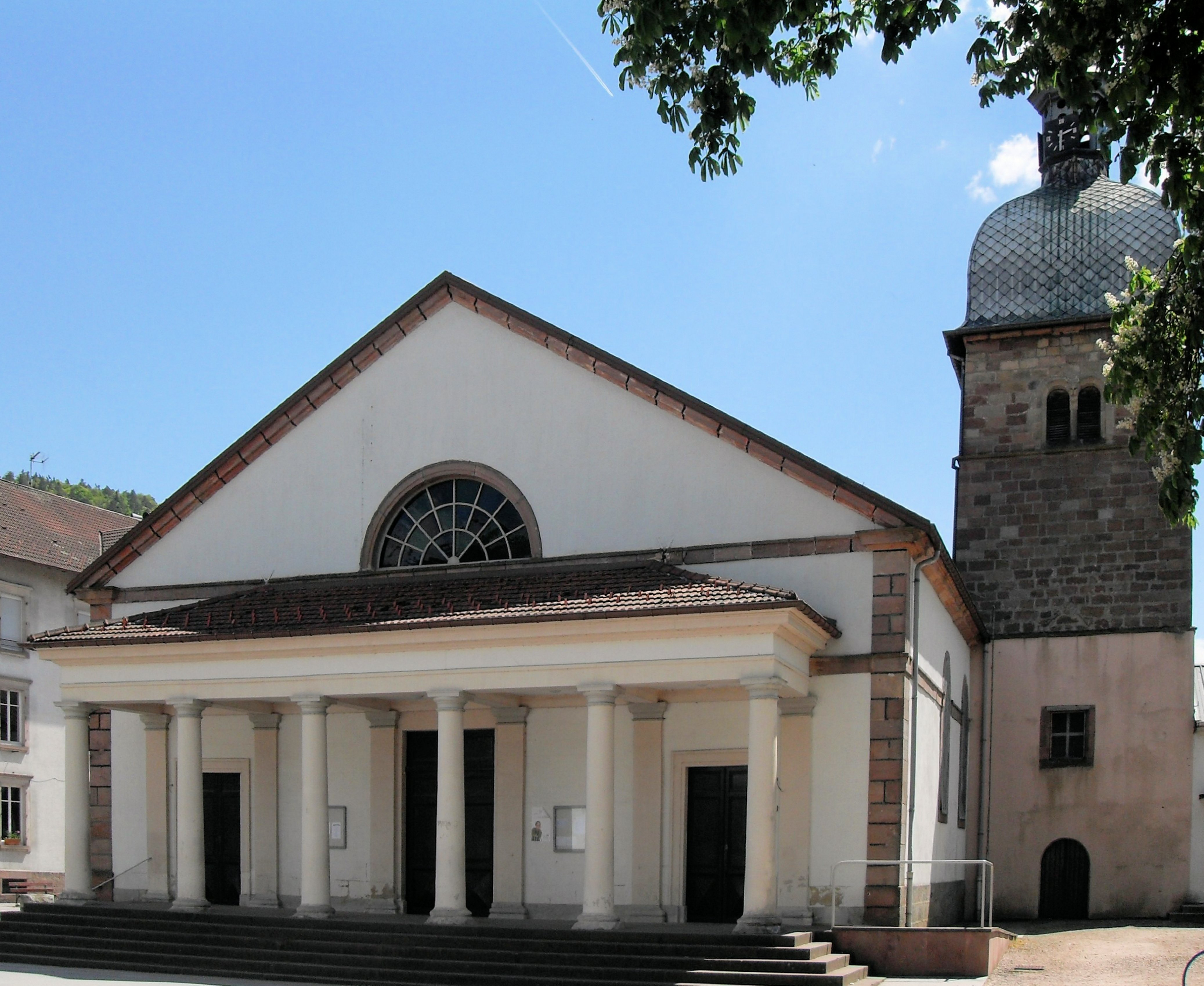
Nordseite
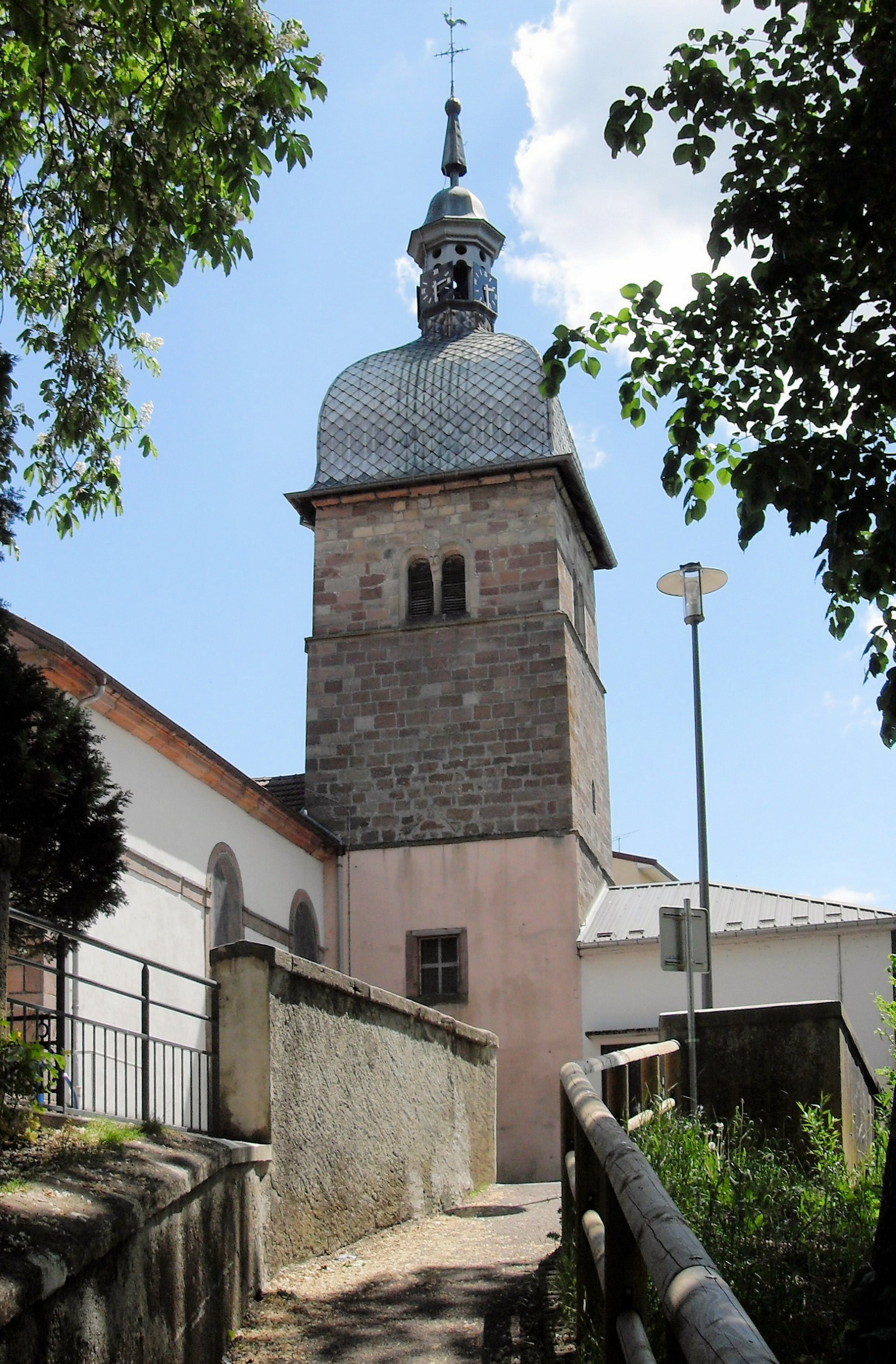
Nordostseite

## Wirtschaft und Infrastruktur

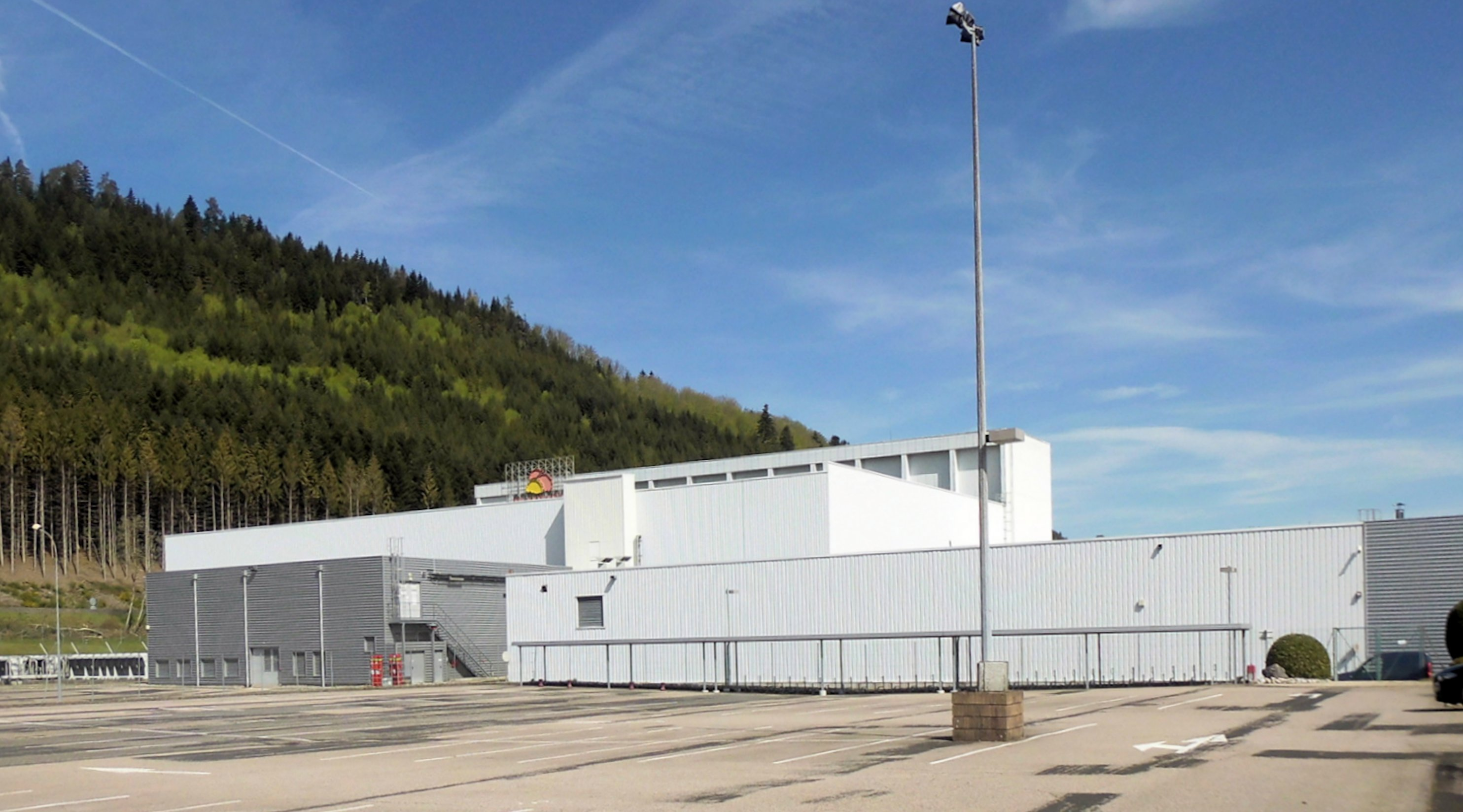
Tiefkühlkost- und Speiseeis-Hersteller Glaces Thiriet

Land- und Forstwirtschaft spielen wie in den anderen Gemeinden zwischen Épinal und Remiremont heute nur noch eine untergeordnete Rolle. In Éloyes sind elf Landwirtschaftsbetriebe ansässig (Obstanbau, Milchwirtschaft, Rinderzucht). Neben der traditionellen Holz- und Papierindustrie (Velinpapierherstellung) haben sich kleinere Handwerks- und Handelsbetriebe angesiedelt.
In das Gewerbegebiet (Zone industrielle) de la Plaine im Süden von Éloyes pendeln viele Erwerbstätige aus den Nachbargemeinden. Zu den größeren Betrieben in Éloyes gehören:
- Glaces Thiriet, der drittgrößte französische Hersteller von Speiseeis und Tiefkühlkost
- ein Zweigbetrieb der Plastigray-Gruppe (Herstellung von Kunststoff-Spritzguss)
- Tenthoray S.A., seit 1906 ansässiges Textilunternehmen
- ein Zweigbetrieb des japanischen Optik-, Medizin- und Bürotechnikherstellers Konica Minolta

Durch Éloyes führen parallel zur Mosel die zweispurige Route nationale 57 und die Fernstraßen D 42 und D 157 (beide von Épinal nach Remiremont). Über den 670 Meter hohen Pass Col de Bisoire verläuft eine Straße von Éloyes in die benachbarte Gemeinde Tendon. Der Haltepunkt Éloyes liegt an der ebenfalls dem Moseltal folgenden Bahnstrecke Épinal–Bussang, die vom Unternehmen TER Grand Est betrieben wird.

## Belege
1. ↑  Éloyes auf cassini.ehess
2. ↑  Éloyes auf INSEE
3. ↑  Landwirtschaftsbetriebe auf annuaire-mairie.fr (französisch)